# Wyszcza liha (2001/2002)
Wyszcza liha w piłce nożnej 2001/2002 – XI edycja najwyższych w hierarchii rozgrywek ligowych ukraińskiej klubowej piłki nożnej. Sezon rozpoczął się 7 lipca 2001, a zakończył się 11 czerwca 2002.

## Drużyny
Zespoły występujące w Wyszczej Lidze 2001/2002
- CSKA Kijów
- Dnipro Dniepropetrowsk
- Dynamo Kijów
- Karpaty Lwów
- Krywbas Krzywy Róg
- Metalist Charków
- Metałurh Donieck
- Metałurh Mariupol
- Metałurh Zaporoże
- Polihraftechnika Oleksandria
- Szachtar Donieck
- Tawrija Symferopol
- Worskła Połtawa
- Zakarpattia Użhorod

Uwagi
- – zespoły, które awansowały z Pierwszej ligi edycji 2000/01
- po rundzie jesiennej miejsce CSKA Kijów zajął Arsenał Kijów

## Stadiony
| Lp. | Klub                         | Miasto          | Stadion               | Pojemność |
| --- | ---------------------------- | --------------- | --------------------- | --------- |
| 1   | Arsenał Kijów                | Kijów           | NSK Olimpijski        | 83 450    |
| 2   | CSKA Kijów                   | Kijów           | Stadion CSKA          | 12 000    |
| 3   | Dnipro Dniepropetrowsk       | Dniepropetrowsk | Stadion Dnipro Meteor | 24 381    |
| 4   | Dynamo Kijów                 | Kijów           | Stadion Dynamo        | 16 873    |
| 5   | Karpaty Lwów                 | Lwów            | Stadion Ukraina       | 28 051    |
| 6   | Krywbas Krzywy Róg           | Krzywy Róg      | Stadion Metałurh      | 29 782    |
| 7   | Metalist Charków             | Charków         | Stadion Metalist      | 43 000    |
| 8   | Metałurh Donieck             | Donieck         | Stadion Metałurh      | 5 094     |
| 9   | Metałurh Mariupol            | Mariupol        | Stadion Illicziweć    | 12 680    |
| 10  | Metałurh Zaporoże            | Zaporoże        | Stadion Metałurh      | 11 883    |
| 11  | Polihraftechnika Oleksandria | Oleksandria     | Stadion Nika          | 5 692     |
| 12  | Szachtar Donieck             | Donieck         | Stadion Szachtar      | 31 718    |
| 13  | Tawrija Symferopol           | Symferopol      | Stadion Łokomotyw     | 20 000    |
| 14  | Worskła Połtawa              | Połtawa         | Stadion Worskła       | 24 795    |
| 15  | Zakarpattia Użhorod          | Użhorod         | Stadion Awanhard      | 12 000    |

## Końcowa tabela
| #  | Klub                    | M  | Z  | R  | P  | Gole  | Pkt |
| 1  | Szachtar Donieck        | 26 | 20 | 6  | 0  | 49-10 | 66  |
| 2  | Dynamo Kijów            | 26 | 20 | 5  | 1  | 62-9  | 65  |
| 3  | Metałurh Donieck        | 26 | 12 | 6  | 8  | 38-28 | 42  |
| 4  | Dnipro Dniepropietrowsk | 26 | 11 | 7  | 8  | 30-20 | 40  |
| 5  | Metałurh Zaporoże       | 26 | 11 | 7  | 8  | 25-22 | 40  |
| 6  | Metalist Charków        | 26 | 11 | 7  | 8  | 35-36 | 40  |
| 7  | Tawrija Symferopol      | 26 | 8  | 6  | 12 | 27-36 | 30  |
| 8  | Karpaty Lwów            | 26 | 7  | 8  | 11 | 19-31 | 29  |
| 9  | Krywbas Krzywy Róg      | 26 | 6  | 10 | 10 | 28-40 | 28  |
| 10 | Ilicziwec Mariupol      | 26 | 6  | 8  | 12 | 29-42 | 26  |
| 11 | Worskła Połtawa         | 26 | 6  | 7  | 13 | 19-33 | 25  |
| 12 | Arsenał Kijów           | 26 | 6  | 5  | 15 | 18-28 | 23  |
| 13 | FK Oleksandria          | 26 | 5  | 8  | 13 | 21-39 | 23  |
| 14 | Zakarpattia Użhorod     | 26 | 5  | 6  | 15 | 23-49 | 30  |

Legenda:
|  | - Liga Mistrzów UEFA |
|  | - Puchar UEFA        |

## Najlepsi strzelcy
| # | Strzelec               | Drużyna             | Mecze | Bramki(karne) |
| - | ---------------------- | ------------------- | ----- | ------------- |
| 1 | Serhij Szyszczenko     | Metałurh Donieck    | 24    | 12 (2)        |
| 2 | Witalij Puszkuca       | Metalist Charków    | 19    | 11 (1)        |
| 3 | Ołeksandr Mełaszczenko | Dynamo Kijów        | 21    | 9             |
| 3 | Florin Cernat          | Dynamo Kijów        | 23    | 9 (1)         |
| 3 | Waliancin Bialkiewicz  | Dynamo Kijów        | 24    | 9 (1)         |
| 3 | Wasil Gigiadze         | Tawrija Symferopol  | 24    | 9 (7)         |
| 3 | Andrij Worobiej        | Szachtar Donieck    | 25    | 9             |
| 8 | Ihor Prodan            | Zakarpattia Użhorod | 23    | 8             |
| 8 | Hennadij Zubow         | Szachtar Donieck    | 23    | 8 (4)         |
| 8 | Serhij Czujczenko      | FK Oleksandria      | 25    | 8 (3)         |

## Medaliści
(liczba meczów i goli w nawiasach)
| 1. Szachtar Donieck |
| Bramkarzy: Wojciech Kowalewski (9 / -1), Dmytro Szutkow (9 / -3), Jurij Wirt (8 / -6). Obrońcy: Mychajło Starostiak (24), Assane N’Diaye (23 / 3), Daniel Florea (22), Isaac Okoronkwo (16), Dainius Gleveckas (12), Andrij Koniuszenko (10 / 1), Jewhen Bredun (5), Igor Ǵuzełow (2), Daniel Chiriță (1), Predrag Ocokoljić (1). Pomocnicy: Anatolij Tymoszczuk (26 / 3), Hennadij Zubow (23 / 8), Serhij Popow (21 / 5), Marian Aliuță (17), Ołeksij Bachariew (16 / 2), Mariusz Lewandowski (11 / 1), Ołeh Pestriakow (4 / 1), Ołeksandr Ołeksijenko (3). Napastnicy: Andrij Worobiej (25 / 9), Ołeksij Bielik (21 / 3), Julius Aghahowa (17 / 7), Serhij Atelkin (15 / 2), Ołeksij Haj (7 / 1). Trener: Wiktor Prokopenko (10 meczów do października), Wałerij Jaremczenko (3 mecze od października do listopada), Nevio Scala (13 meczów w rundzie drugiej). Odeszli w sezonie: Witalij Abramow (2) (Metałurh Donieck), Muamer Vugdalič (2) (NK Maribor), Wjaczesław Szewczuk (1) (Metałurh Donieck). |
| 2. Dynamo Kijów |
| Bramkarzy: Witalij Rewa (17 / -6), Ołeksandr Szowkowski (6 / -2), Aleksandr Filimonow (4 / -1). Obrońcy: Ołeksandr Hołowko (22 / 1), Andrij Nesmaczny (21 / 2), Władysław Waszczuk (20), Serhij Fedorow (19 / 1), László Bodnár (18 / 2), Goran Gavrančić (17 / 4), Jurij Dmytrulin (11 / 1). Pomocnicy: Georgi Peew (25 / 6), Walancin Bialkiewicz (24 / 9), Florin Cernat (23 / 9), Tiberiu Ghioane (18 / 2), Andrij Husin (16 / 2), Alaksandar Chackiewicz (11 / 1), Witalij Łysycki (6), Witalij Kosowski (3). Napastnicy: Ołeksandr Mełaszczenko (21 / 9), Lucky Idahor (19 / 5), Maksim Shatskix (17 / 7), Serhij Serebrennikow (9 / 1), Ołeh Wenhłynski (5). Trener: Walery Łobanowski (21 mecz do 13 maja), Ołeksij Mychajłyczenko (5 meczów od maja). Odeszli w sezonie: Artem Jaszkin (2) (Szynnik Jarosławl), Hennadij Moroz (1) (Dnipro Dniepropetrowsk). |
| 3. Metałurh Donieck |
| Bramkarzy: Andrij Nikitin (17 / -17), Andrij Kurajew (8 / -10), Hennadij Altman (2 / -1). Obrońcy: Jewhen Kotow (23 / 2), Wołodymyr Jaksmanyćki (22 / 3), Albert Kowalow (20), Wjaczesław Czeczer (11), Wołodymyr Pjatenko (10), Wjaczesław Szewczuk (2), Marius Skinderis (1). Pomocnicy: Serhij Szyszczenko (24 / 12), Ołeksandr Zotow (23 / 3), Jurij Sełezniow (20 / 3), Serhij Zhura (20), Ołeksandr Kowałenko (15), Wałerij Krywencow (12 / 1), Wołodymyr Ponomarenko (12), Serhij Zakarluka (11 / 2), Andrius Gedgaudas (11), Ołeh Matwiejew (10 / 5), Ara Akowjan (10), Witalij Abramow (3), Ołeksandr Dyndikow (1). Napastnicy: Roman Pyłypczuk (24 / 4), Ołeksandr Woskobojnyk (13 / 2), Tony Alegbe (13), Patrick Agbo Umomo (4), Serhij Dranow (1). Trener: Semen Altman. Odeszli w sezonie: Denys Andrijenko (10) (FK Oleksandria), Roman Sanżar (4) (Krywbas Krzywy Róg), Wołodymyr Martynow (1) (Polissia Żytomierz), Serhij Osadczy (1) (Metalist Charków)                                 |

Uwaga: Piłkarze oznaczone kursywą występowali również na innych pozycjach.